# Història d'Etiòpia

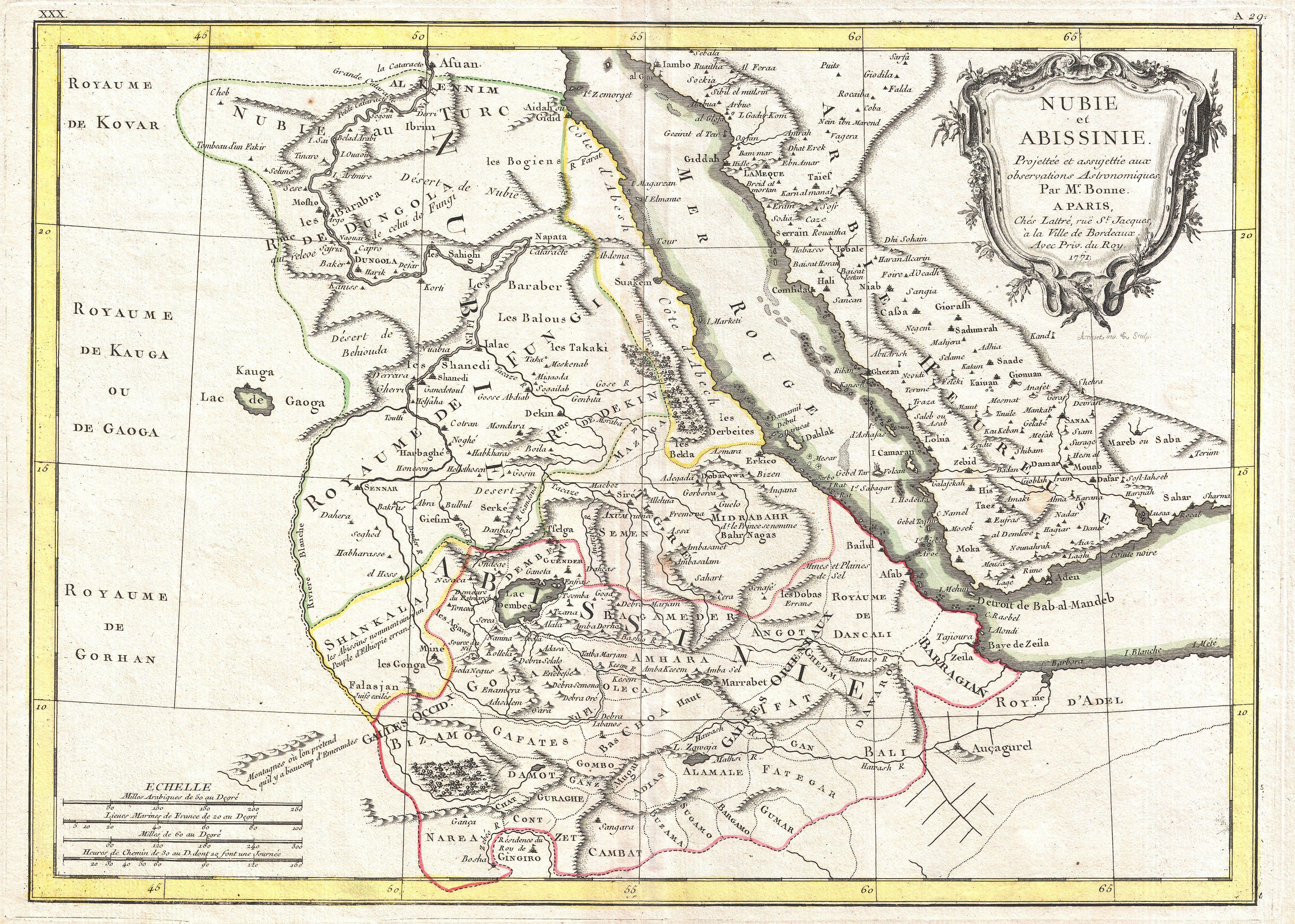
Mapa històric d'Etiòpia (anomenada llavors "Abissínia") el 1771

La història d'Etiòpia és la de l'estat independent més antic d'Àfrica i una de les històries més llargues del món. Etiòpia té una de les històries més extenses com a nació independent dins el continent. Única entre els països africans, la monarquia etíop va mantenir la seva llibertat enfront de les potències colonials durant els segles xix i segle xx, i fins i tot fou capaç d'expandir-se en la dècada de 1880-1890, en què es produí el repartiment d'Àfrica entre les potències colonitzadores europees. La sola excepció a la seva independència fou l'ocupació italiana (1936-1941). Etiòpia, fins al segle xx, fou coneguda amb el nom d'Abissínia.
El 17 de juliol de 1891 a Ejersa Goro, Etiòpia, neix Tafari Makonnen, el qual regnarà com a Haile Selassie i serà el darrer emperador d'Etiòpia.
El 1974, una junta militar marxistaleninista, el Derg, va deposar l'emperador Haile Selassie, que hi governava des de 1930, i hi va establir un estat socialista de partit únic. El règim va patir diversos cops d'estat cruents, aixecaments, una sequera generalitzada i un problema de refugiats en massa. Fou derrotat el 1991 per una coalició de forces rebels amb el nom de Front Democràtic Revolucionari Popular d'Etiòpia. El 1994 es va adoptar una constitució que havia de dur les primeres eleccions multipartidistes l'any següent. Una guerra fronterera amb Eritrea (nació que s'havia separat d'Etiòpia el 1992) va esclatar el maig del 1998. Això ha estat un cop fort per a l'economia nacional però ha enfortit la coalició governant.
Etiòpia és l'estat independent més antic d'Àfrica i un dels més antics del món. Juntament amb Libèria, és l'únic dels estats africans que mai ha format part d'un imperi colonial (exceptuant els cinc anys d'ocupació italiana, 1936-1941). En la seva història s'han entrecreuat influències d'Àfrica del Nord, l'Orient Mitjà i l'Àfrica subsahariana.

## Orígens

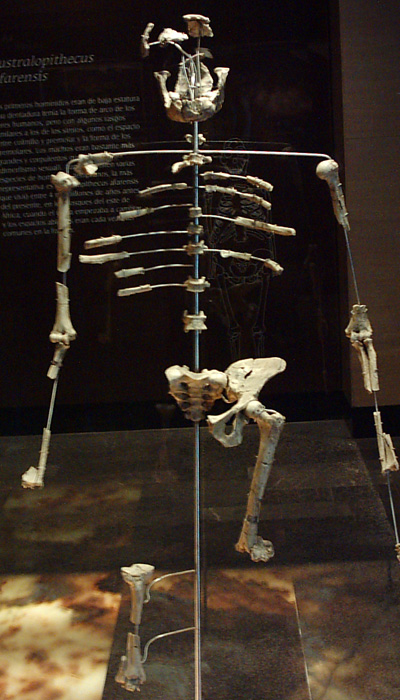
Lucy, restes d'un Australopithecus afarensis

L'ocupació humana a Etiòpia és més antiga que en gairebé qualsevol altra zona del globus, i és possible que l'aparició del modern Homo sapiens hagi tingut lloc en territori etíop.
Existeix certa confusió entre l'ús del terme Etiòpia en l'antiguitat i l'actual. Els antics grecs utilitzaven la paraula Aithiopia (Αἰθιοπία), que significa 'el país dels rostres cremats' (de αἴθω, aithô, 'cremar', i ὤψ, ôps, 'rostre') per referir-se a una àrea molt extensa, que abastava Núbia, Sudan, l'actual Etiòpia i part del desert de Líbia. En un sentit ampli, podia referir-se a qualsevol lloc d'Àfrica situat al sud d'Egipte. En aquest sentit és utilitzat el terme en nombrosos textos, incloent la Ilíada (I, 423).
Les primeres dades concernents a l'actual Etiòpia procedeixen de mercaders egipcis que la van visitar des de l'any 3000 aC, els quals donen a aquesta terra, al sud de Núbia i del Regne de Cuix, els noms de País de Punt i Yam. Era la "terra dels déus", on els egipcis es proveïen de perfums tals com encens i mirra, així com de banús, ivori i esclaus. L'expedició de la qual existeixen més dades és l'organitzada per la reina Hatshepsut, al segle xv aC, per obtenir mirra. No obstant això, les dades són confuses, i no permeten determinar la veritable localització d'aquests països ni les característiques dels seus habitants.
El Regne de Saba, esmentat en l'Antic Testament, és a vegades identificat com a Etiòpia, però és més freqüent l'opinió que estava situat al Iemen, com afirma la tradició àrab. Segons altres teories, seria un estat a cavall entre tots dos territoris. Segons la llegenda, explicada en el llibre sagrat Kebra Nagast, Menelik I, fill del rei Salomó d'Israel i de la reina de Saba, va ser el fundador de l'Imperi etíop.

## El regne d'Axum

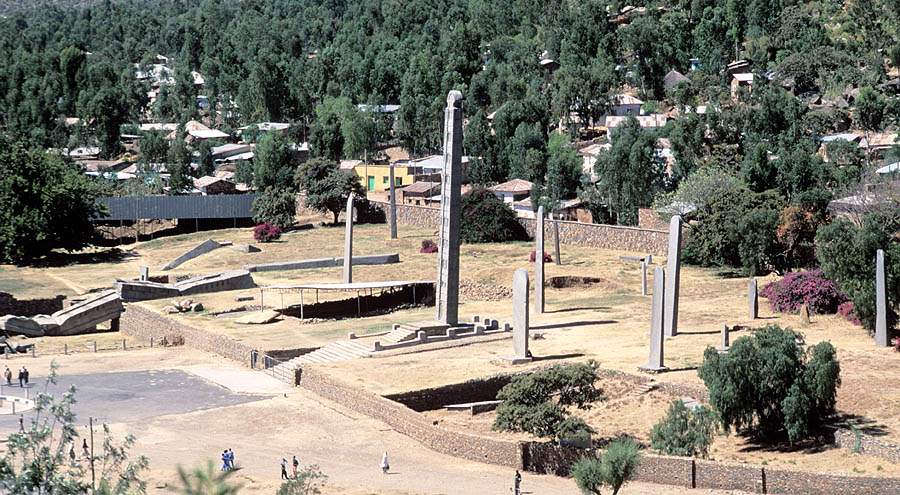
Obelisc a Aksum

El primer estat conegut que pot situar-se amb certesa a l'actual Etiòpia és el Regne d'Axum, que pren el nom de la ciutat d'Axum, a l'Etiòpia actual. El seu origen, segons es creu, es troba en l'arribada al voltant de l'any 400 aC de colons provinents del sud-oest d'Aràbia. Des del segle iii, el Regne d'Axum es va convertir en la principal potència de la regió, com ho testifica el fet que el profeta persa Ragis el citi com un dels grans imperis de l'època, juntament amb Roma, Xina i Pèrsia. Se sap que Aksum va comerciar amb l'Índia i l'Imperi Romà d'Orient a través del port d'Adulis, a la mar Roja.
El cristianisme va ser introduït al país pel monjo sirià Frumenci, que posteriorment va ser consagrat bisbe d'Etiòpia per sant Atanasi, patriarca d'Alexandria. Frumenci va aconseguir la conversió del rei Ezana, del qual es conserven diverses inscripcions, anteriors i posteriors a la seva conversió al cristianisme. L'Església ortodoxa etíop, per tant, procedeix de l'Església ortodoxa copta d'Alexandria; com ella, va romandre fidel al credo monofisita, condemnat en el concili de Calcedònia (451). La conversió dels etíops va ser un procés lent. De l'època d'Ezana data també la difusió de l'escriptura ge'ez. L'idioma ge'ez va acabar substituint al grec en la litúrgia; encara avui és la llengua litúrgica de l'Església etíop.
El final del Regne d'Axum és tan misteriós com el seu començament. Sembla que, a partir del segle viii, l'avanç de l'islam va anar dificultant cada vegada més el seu comerç pel mar Roig, i obligà els etíops a replegar-se cap al sud. A l'interior el regne va subsistir, en franca decadència, tres segles més.
Queden algunes restes arqueològiques del Regne d'Axum, com els obeliscos d'Axum o de Matés, que són sens dubte monuments funeraris dels principals reis.

## Imperi d'Abissínia

### Enderrocament de la dinastia axumita
Poc abans de l'any 1000 (potser vers el 960) un príncep no cristià de nom Yodit ("Gudit") va conspirar per matar tots els membres de la família reial axumita i establir-se com a sobirà. Segons la llegenda un dels membres de la família reial, un infant fill del rei, es va lliurar de la mort i fou portat al Sultanat de Shoa) pels seus fidels, i allí fou reconegut com a rei mentre Yodit va regnar uns 40 anys a la resta del regne i va transmetre la corona als seus descendents.

### Dinastia zagwe
Això va durar fins que durant el segle xi la finastia fou deposada per un senyor d'etnia agaw anomenat Mara Takla Haymanot, que va fundar la dinastia Zagwe i que es va casar amb una princesa descendent dels reis axumites. Un dels líders més destacats d'aquesta dinastia fou Gebra Maskal Lalibela, a qui històricament s'atribueix la construcció de les esglésies de pedra de Lalibela.

### Dinastia salomònida
Vers el 1270 una nova dinastia es va establir a les terres altes d'Abissínia, encapçalada per Yekuno Amlak, que va deposar el darrer sobirà Zagwe i es va casar amb una de les princeses de la nissaga (una filla del darrer rei); segons la llegenda aquesta dinastia era descendent en línia masculina dels reis axumites i, per tant, es restaurava la dinastia salomònica. Sota aquesta nova dinastia les províncies principals eren Tigre, Semien, Wagara, Lasta, Dambeya, Begemder, Angot, Gojjam, Amhara, Manz, Shoa, Gafat, Damot, Waj i Fatagar. L'estat no tenia una capital fixa sinó campaments itinerants anomenats ketema. El sobirà portava el títol de negus (nəgusä nägäst) que vol dir 'rei de reis' o 'emperador', i recaptava tribut a aquestes províncies i en altres on podia.

#### Guerres amb el Sultanat d'Adal
Durant els segles xiv, xv i xvi, el control per les rutes comercials i l'expansió dels estats tributaris portà a nombrosos enfrontaments entre l'estat cristià dels salomònids i el Sultanat d'Adal, a la costa de Dankàlia i nord de Somàlia, hereu de l'estat d'Ifat, del qual abans fou part. Adal (amb Ifat) abraçava la part sud-est de la plana de Xoa i els pendents de la vall d'Awash. Els sobirans d'Adal es titulaven amirs o imams (en les cròniques abissínies se'ls esmenta com a negus). El 1332 el rei Amda Sion (1314-1344) va atacar Zeila i el sobirà adalita li va fer front i fou derrotat i mort.
Altres estats musulmans eren Harar, una ciutat estat i centre comercial i de propaganda musulmana. A l'oest d'Adal (Ifat), el Regne de Dawaro que dominava gran part de l'Etiòpia del sud, especialment la moderna regió d'Arussi, i limitava amb el Sultanat de Bale o Bali i els principats menors de Sharkha i Arababni, situats entre Dawaro i l'estat musulmà d'Hayda, a l'extrem oest format pel territori de Sidama i Gurage. Entre tots els estats musulmans dominaven un territori major que l'emperador cristià, però aquest tenia un domini més homogeni. Amda Sion va derrotar a Ifat (Adal) i a Hayda i va conquerir aquests estats i després la plana fins a l'Awash. Aquestes victòries van portar molts conversos al cristianisme i s'hi van construir nombroses esglésies. Amda Sion va ser considerat sant i el seu nom inscrit al senkessar (llista de sants o Sinaxari). Tot i les seves victòries, els musulmans van poder recuperar bona part dels territoris perduts.
El fill i successor d'Amda Sion, Saifa Arad (1344-1372) va revenjar-se de les persecucions dels cristians a Egipte (on fins i tot el patriarca copte fou empresonat) perseguint els comerciants egipcis a Abissínia. El seu fill David I (1382-1411) es va reconciliar amb Egipte i va intercanviar regals amb el sultà; va rebre una delegació de l'Església copta; però sota el seu fill Yeshak (1414-1429) altre cop va esclatar el conflicte, i el negus va buscar l'ajuda dels "francs" (en aquest cas, dels catalans) a favor dels coptes d'Egipte i va amenaçar de desviar el curs del Nil.

#### Intervenció portuguesa i guerra contra Grañ d'Adal
Durant el segle xvi es donà l'establiment de relacions diplomàtiques entre Portugal i l'Etiòpia cristiana. La primera missió diplomàtica important, encapçalada pel fidalgo Rodrigo da Lima va arribar al mar Roig el 1520. Quan l'ambaixada va deixar el país, el 1526, al Sultanat d'Adal la dinastia Walasma va ser enderrocada (el sultà es va refugiar a Harar) i el poder va passar a un capitost somali, Ahmad Grañ, que va agafar el títol d'imam. Instigant a la guerra santa, unint àfars i somalis en una força militar considerable, i aprofitant els instints de saqueig de la seva gent, va fer la guerra a Abissínia. El 1529 Grañ va obtenir una gran victòria sobre el negus Lebna Dengel, però no va poder aprofitar la situació, ja que les seves tropes es van desbandar. Finalment el 1531, reorganitzades les seves forces, Grañ va envair Abissínia: cremà centenars d'esglésies i monestirs i obligà milers de cristians a convertir-se a l'islam. Així el 1531 va dominar Dawaro i Xoa, i el 1533 Amhara i Lasta; Bale (Bali) i Hayda amb Gurage i Sidama van quedar també en aquest temps en mans de Grañ.
Claudius o Galawdewos (1540-1559) va viure el moment més complicat de la monarquia, però se'n va sortir mercès a l'ajut portuguès, que va enviar 400 soldats dirigits per Cristovão de Gama, que va desembarcar a Massawa el 1541 i van ser acollits pel governador provincial que resistia a Debaroa. Els portuguesos van avançar de la costa cap a l'interior. Per dues vegades es van enfrontar els portuguesos i les forces de Grañ, però sense resultats decisius.
Ahmad va demanar ajut al paixà otomà de Zabid al Iemen, que va enviar al general Ozdemir i un grup de mosqueters, amb ajut del qual va poder derrotar els portuguesos (agost del 1542) i hi morí Cristovão de Gama, però després de la victòria, els mosqueters otomans van sortir del país. El negus Galawdewos, unit a les restes dels mosqueters portuguesos (uns 200), va iniciar un atac i va obtenir una decisiva victòria a Zantera (batalla de Wayna Daga, prop del llac Tana, febrer del 1543) i Ahmad va morir en aquest combat i el seu exèrcit de nòmades es va dispersar.
Un nebot de Grañ va atacar un altre cop Abissínia, però fou derrotat per Galawdewos, que va avançar cap a Adal i la va assolar. El 1559 Galawdewos va atacar Harar, la principal plaça forta musulmana de la regió, però fou rebutjat i mort en l'atac.

#### La missió jesuïta i la fundació de l'estat de Gondar
Abans de la mort de Galawdewos l'Etiòpia cristiana visqué un esdeveniment amb importants conseqüències: l'arribada de sis missioners  jesuïtes el 1557. En una primera època, els jesuïtes, majoritàriament d'origen portuguès, romangueren aïllats al nord del país, a la residència de Fremona, al Tigre. El 1597 moria el darrer dels sis missioners.
Fou a inicis del segle xvii que la missió visqué la seva època més fructífera. Missioners com Pedro Páez, Antoni de Montserrat, António Fernandes o Luis de Azevedo es guanyaren el favor de la cort salomònida i dels seus principals líders, el negus Susenyos i el seu germà Seela Krestos. El 1625 arribava al país un patriarca catòlic, el teòleg portuguès Afonso Mendes, per fer-se càrrec de la recent fundada Església catòlica etíop. L'èxit de la missió, però, fou breu. El 1632 moria el sobirà etíop Susenyos i el seu fill Fasiladas pujava el poder. Amb el nou líder els partidaris de la religió tradicional etíop, l'ortodòxia de caràcter alexandrí, guanyaren el poder. Els missioners foren expulsats i s'inicià un període de persecució dels grups catòlics.
Cap al 1637, Fasiladas (1632-1667) fundà la capital de Gondar, que romangué durant dos segles com a capital de l'estat cristià de la dinastia dels Salomònids. Fasil fou succeït pel seu fill, Yohannes I (1667-1682), popularment conegut com a "Tsadiq" Yohannes, Joan "el Just". A ell, el succeirà Iyasu I "El Gran" (1682-1706), que intentà una reobertura de la monarquia cap a Europa. Fou l'últim dels grans magnats de l'época gondarina. Amb la seva mort, s'obrirà una etapa d'incertesa, caracteritzada per regnats curts per part de membres del llinatge Salomònid. Aquesta etapa d'afebliment del poder central, donarà lloc, a la segona meitat del segle xviii, a l'inici del període conegut com a "Zemene Mesafint".

#### "Zemene Mesafint" o l'era dels prínceps
L'inici oficial del període de Zemene Mesafint o "era dels prínceps" s'estableix en la deposició per part de Ras Mikael Sehul del sobirà Iyoas (7 de maig de 1769). El final s'ha establit amb la coronació de Kasa Haylu com Tewodros II d'Etiòpia. Aquest període es caracteritza per ser un temps de desordre, en què el poder central de la monarquia es veié eclipsat pel dels senyors de la guerra, principalment de les províncies de Tigre i de Wello.

## La dinastia Zagwe

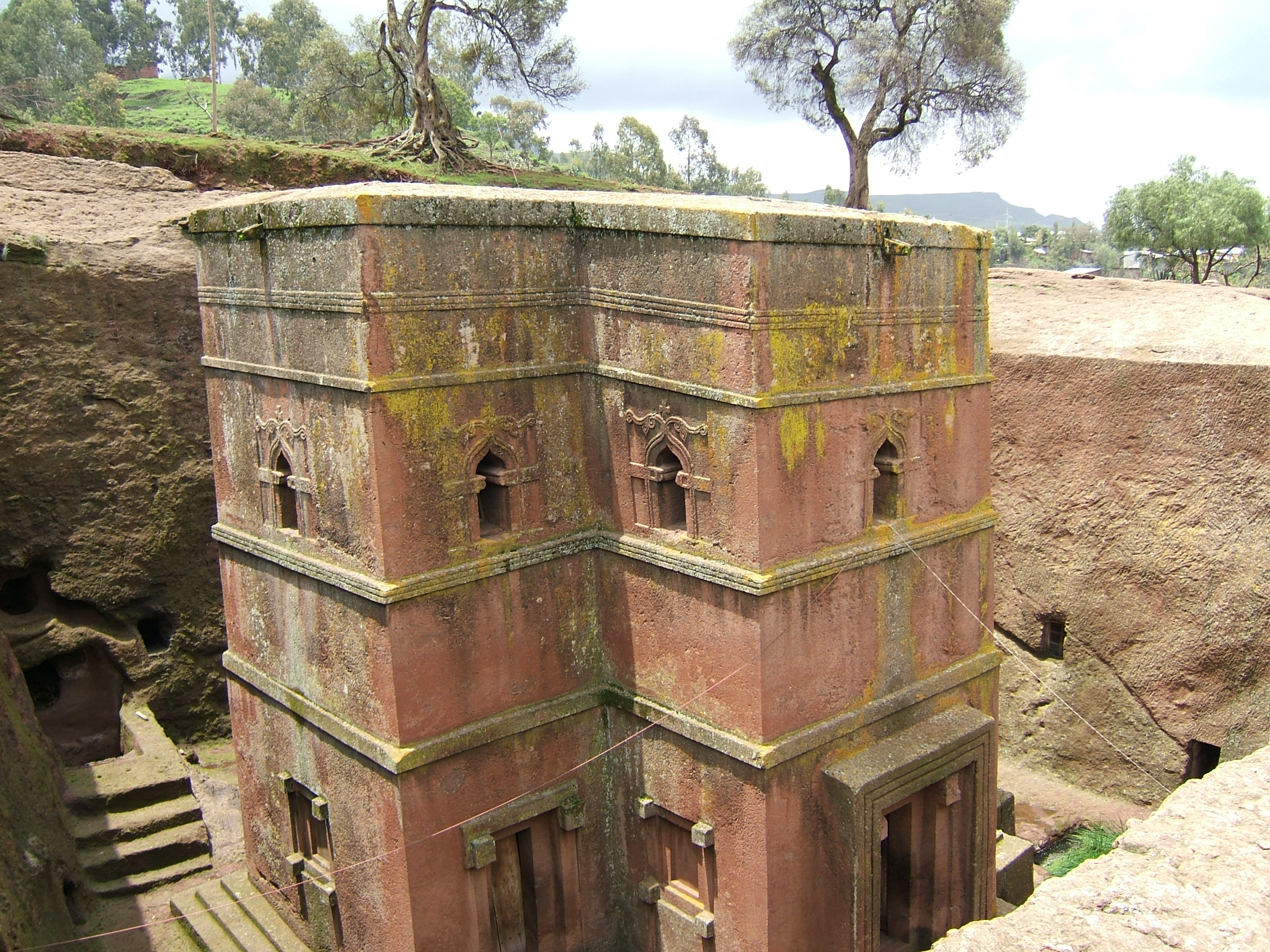
Esglésies tallades en la roca a Lalibela

A partir del segle viii el Regne d'Axum queda aïllat del mar Roig, la qual cosa representa un gir en la història etíop. La ciutat de Massawa va caure en mans dels musulmans, i el port d'Adulis va ser destruït. Durant dos segles, el Regne etíop es va veure obligat a replegar-se cap a l'interior, cap als altiplans meridionals d'Amhara i del Sultanat de Shoa. Va haver-hi, no obstant això, intents de recuperar els territoris perduts: Massawa va ser reconquerida a principis del segle x, i les illes de Dahlák i de Zeila, de població musulmana, se'n van convertir en tributàries.
Cap a l'any 1000, una princesa no cristiana (tal vegada jueva, o potser animista), anomenada Judith, Guedit o Esato, va vèncer a l'últim dels reis d'Axum, i aniquilà tota la família reial (segons la llegenda, se'n va salvar l'hereu, que després restauraria la dinastia), i va perseguir feroçment els cristians. Judith i els seus descendents van regir Etiòpia fins a l'any 1137, i un agau anomenat Mara Takla Haymanot els va enderrocar, i hi establí la dinastia Zagwe.
La dinastia Zagwe va regnar a Etiòpia fins a l'any 1270. La seva capital era la ciutat de Roha (actual Lalibela), a Lasta. El monarca més important va ser-ne Gebra Maskal Lalibela (1185-1225), conegut sobretot perquè durant el seu regnat es van excavar les esglésies rupestres de Lalibela a la capital del regne, que va prendre des de llavors el nom del monarca. Durant el regnat de Lalibela van ser enviades dues ambaixades al Caire, el 1200 i el 1209.

## La restauració de la dinastia salomònica
L'últim rei Zagwe va ser destronat per Yekuno Amlak, suposat descendent dels reis d'Axum, que va restaurar l'anomenada "dinastia salomònica". Aquesta dinastia rep aquest nom perquè es proclamava hereva, mitjançant els reis d'Axum, de Menelik I, fill de Salomó d'Israel i la reina de Saba. Possiblement va ser en aquesta època quan es va redactar el Kebra Nagast (Llibre de la glòria dels reis d'Etiòpia, 1300), text que reuneix diverses tradicions, el principal propòsit de les quals és fonamentar la legitimitat i continuïtat de la dinastia. D'aquest moment data també el títol de negus negusti, rei de reis o emperador, que distingeix al sobirà d'Etiòpia. El títol assenyalava la seva preeminència sobre altres reis (negus), nominalment els seus tributaris. Tots els esforços dels reis d'aquesta dinastia anaven encaminats a aconseguir la unitat nacional basada en la religió cristiana i en la seva autoritat per dret diví.
El Regne etíop abastava en aquesta època tres províncies principals: província de Tigre, al nord, província Amhara, al centre, i província de Shoa al sud. La seu del negus negusti es trobava a la regió central d'Amhara. Els reis més importants d'aquesta època van ser Amdé Tsion (la columna de Sió), que va regnar entre 1314 i 1344, va realitzar diverses conquestes a la costa del mar Roig, i arribà fins i tot a la península Aràbiga, i Zera Yaqob (1434-1468), gelós guardià de l'ortodòxia religiosa, que va perseguir amb ferotgia els musulmans i va redactar el Mets'hafa berhan (Llibre de la llum).

## Contactes amb Portugal

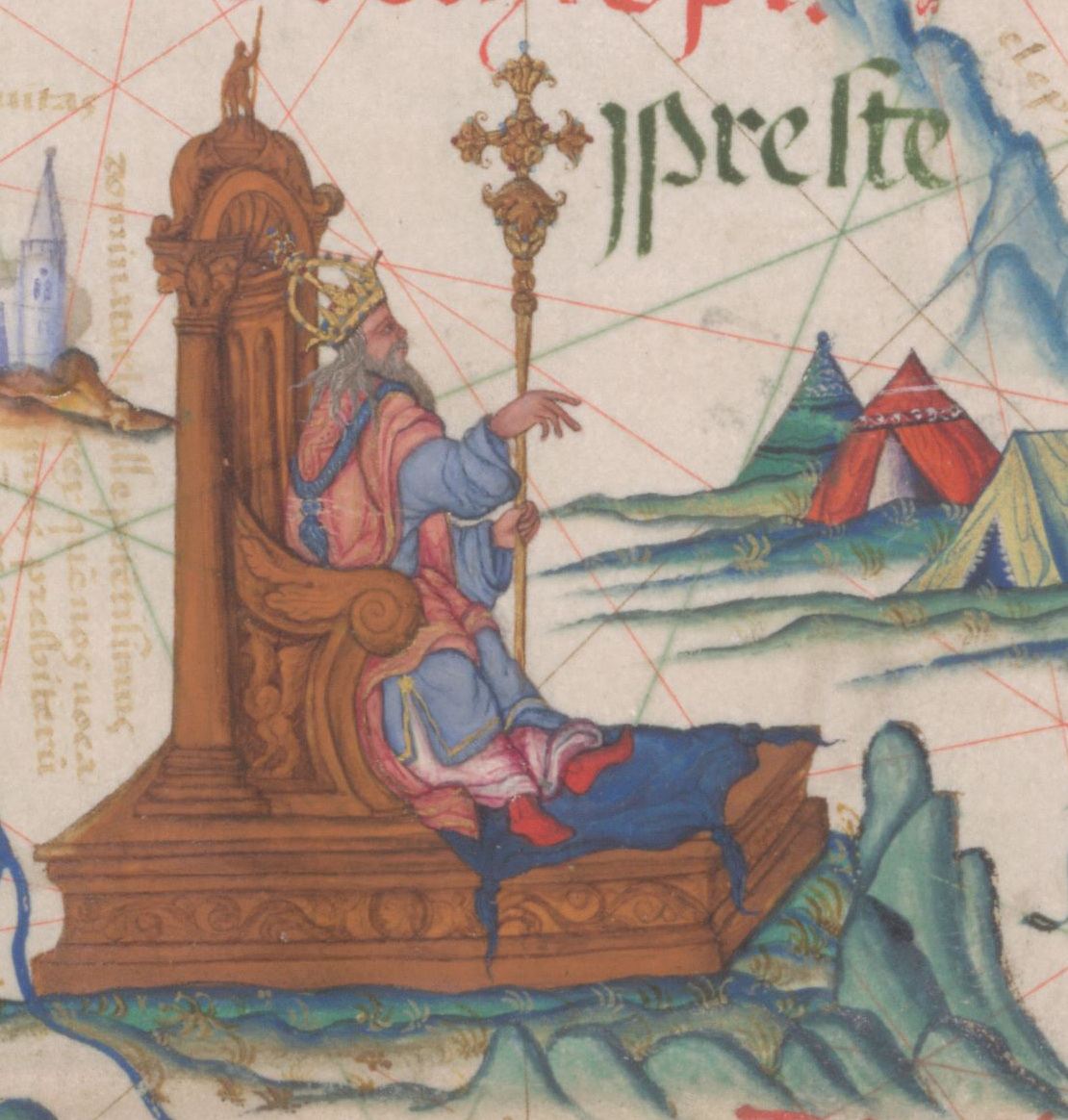
Imatge de Joan segons els exploradors portuguesos

A la fi del segle xv, Etiòpia va ser visitada per exploradors portuguesos, com Pedro da Covilham, que va arribar a la regió el 1490, portador d'una ambaixada del rei de Portugal. Covilham va creure haver trobat a Etiòpia el regne del preste Joan. A principis del segle següent, l'emperador etíop va enviar a la cort de Portugal a un emissari armeni, anomenat Mateu, per sol·licitar l'ajuda del monarca contra els musulmans. Responent a aquesta petició, el 1520 una flota portuguesa es va endinsar al mar Roig i va portar una ambaixada davant del negus Lebna Dengel, que va romandre al país durant sis anys. Un dels ambaixadors n'era el pare Francisco Alvares, autor d'una de les primeres cròniques sobre Etiòpia.
Entre 1528 i 1540 Etiòpia va ser envaïda per un exèrcit musulmà, comandat pel famós general Ahmad ibn Ibrahim al-Ghazi. El negus Lebna Dengel va ser derrotat i es va convertir en un fugitiu, vagant d'una ciutat a altra. La seva nova petició d'ajuda a Portugal no va ser desoïda: el 1541 va arribar a Etiòpia, procedent de l'Índia, una flota portuguesa, que transportava una força de 400 mosqueters, sota el comandament de Cristòfor de Gama, fill del famós explorador Vasco de Gama. Al principi, les tropes portugueses, recolzades per abundants contingents etíops, van aconseguir alguns èxits, però a l'agost de 1542 van ser vençudes per al-Ghazi, en una batalla que es va cobrar a més la vida del militar portuguès. No obstant això, al-Ghazi va acabar per ser derrotat i mort en la batalla de Wayna-Daga, el 21 de febrer de 1543.
Amb l'expedició de Cristòfor de Gama van arribar a Etiòpia els missioners jesuïtes. Un d'ells, Pedro Páez (1564-1622), esdevindria un personatge important en la cort del negus, i va dirigir la construcció de diverses esglésies i edificis, molts dels quals es conserven en l'actualitat. L'activitat missionera de Páez va aconseguir la conversió al catolicisme de nombrosos etíops i fins i tot el negus Susneyos va arribar a abraçar la fe romana. No obstant això, aquesta conversió va produir moltes revoltes populars, gairebé una guerra civil, que es va saldar amb nombroses baixes. Susneyos va proclamar la llibertat d'elecció entre el catolicisme i la fe copta, però quan va accedir al tron Fasilades el Gran (1632-1667) va decretar l'expulsió dels jesuïtes (1633) i va començar una furiosa persecució del catolicisme.

## Període de Gondar (1630-1769)

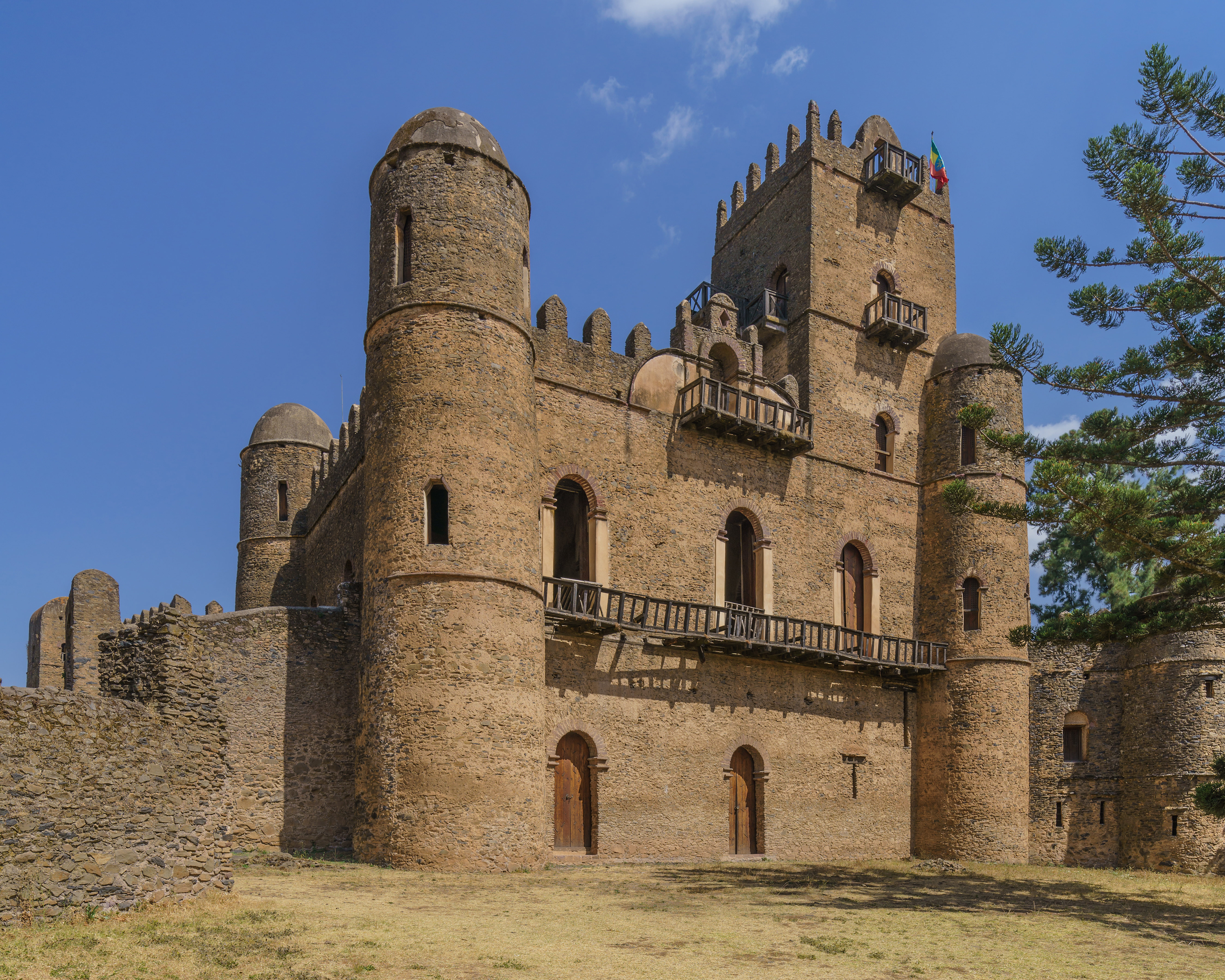
Castell de Gondar

L'emperador Fasilades el Gran (1632-67) va traslladar a la ciutat de Gondar, al nord del llac Tana, la capitalitat del regne, per la qual cosa es parla en la història d'Etiòpia d'un "període de Gondar", que duraria fins a l'any 1769. Gondar és encara en l'actualitat famosa pels castells que hi va construir Fasilades.
El període de Gondar es caracteritza per l'aïllament internacional d'Etiòpia, motivat pels incidents que van desembocar en l'expulsió dels jesuïtes.
Iyasu I "el Gran" (1682-1706) va trencar amb la política aïllacionista dels seus predecessors, i rebé el 1698 l'ambaixador francès Charles Jacques Poncet, representant de Lluís XIV. Va consolidar la seva autoritat sobre l'Església copta. Li va succeir el seu fill i assassí Takla Haimanót, que només va regnar dos anys i va morir al seu torn assassinat.
Després de l'assassinat de Takla Haimanót va arribar un període de caos, en el qual l'exèrcit va intervenir sovint, entronitzant i deposant governants al seu criteri. Després vindrà el regnat d'Iyasu II, sobrenomenat "el Petit" (1730-1755).

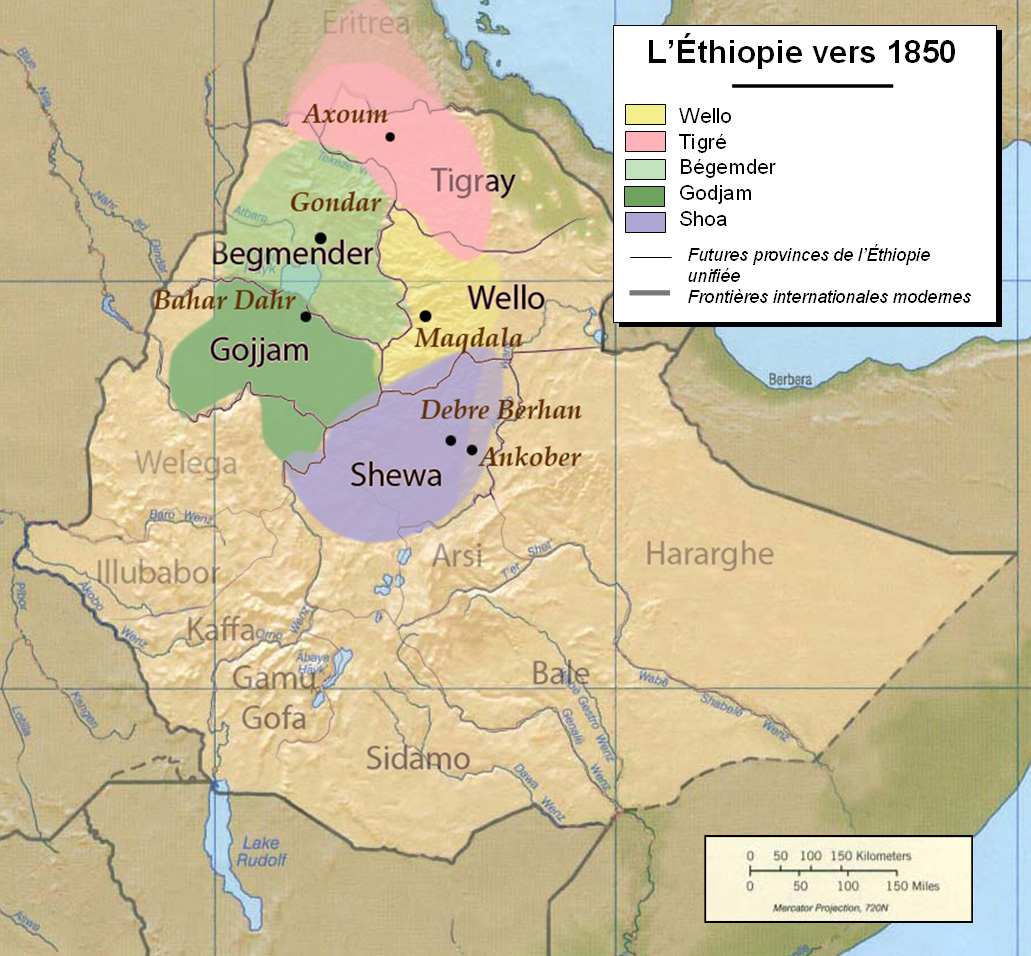
Etiòpia durant l'era dels prínceps

## Era dels prínceps (1769-1855)
L'era dels prínceps s'inicia amb la mort de l'emperador Iyasus II el 1755, i el consegüent debilitament de la dinastia salomònica. Es caracteritza per l'existència de conflictes religiosos entre les comunitats musulmanes i cristianes tradicionals, i entre els senyors feudals i el govern imperial. En aquest període, el poder de la monarquia va ser eclipsat pel dels cabdills locals o prínceps. La coronació de Tewodros II d'Etiòpia com a emperador el 1855 va posar fi a l'era dels prínceps.

## L'Imperi etíop (1855-1974)

### Regnat de Menelik II

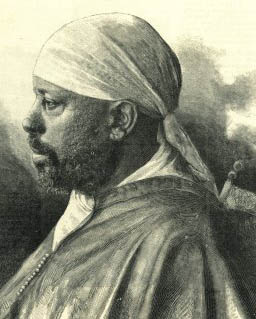
Menelik II

Menelik II va modernitzar el Regne etíop: va fundar la nova capital, Addis Abeba, va abolir l'esclavitud, i va projectar instaurar l'ensenyament obligatori i un modern codi de dret, tot i que no va poder posar en pràctica totes les seves reformes.
Els europeus s'havien apoderat dels principals ports del mar Roig: els italians de Massawa, els britànics de Zeila i els francesos d'Obokh i després de Dchibuti. Menelik va signar amb els italians el tractat d'Uchalli (1889). Això no obstant, el 1896, Menelik, davant dels intents italians de privar-lo de la sobirania, va denunciar el tractat i va derrotar l'exèrcit italià, comandat pel general Baratieri, en la batalla d'Adua.
Els italians es van veure obligats a reconèixer la sobirania etíop, però van jurar venjança (amenaça que van complir el 1935 amb Mussolini).
El 1906 Menelik va sofrir una semiparàlisi. El 1909 va designar com a successor el seu net Lij-Iyasu, encara que el poder efectiu va passar a mans del regent, el ras Tessemma. Menelik II va morir el 1913.
Lij-Iyasu, el seu successor amb el nom de Iyasu V, es va convertir obertament a l'islam; es proclamà descendent de Mahoma, i no de Salomó d'Israel, la qual cosa va causar la irritació dels seus súbdits cristians, que el van deposar el 1916, amb l'aprovació de l'Església ortodoxa etíop.
Els etíops cristians llavors van entronitzar la filla de Menelik, Zauditu, tenint com a regent i hereu el ras Tafari, el futur Haile Selassie I.

### Haile Selassie I

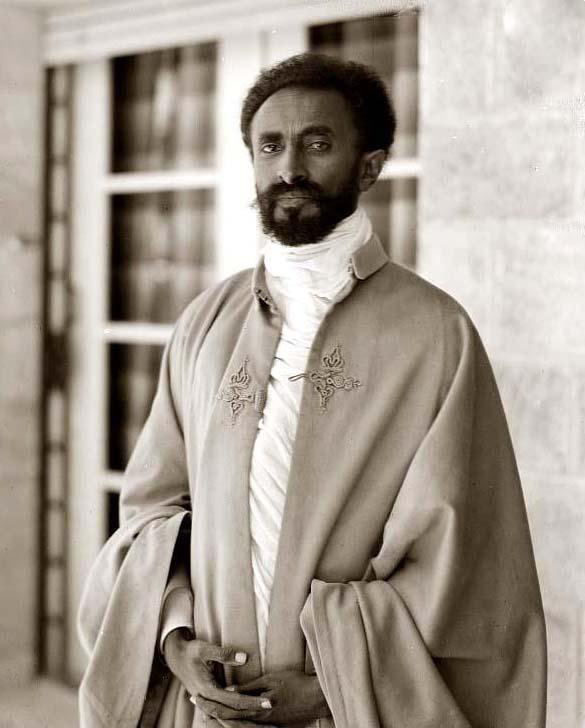
Haile Selassie, emperador d'Etiòpia del 1930 al 1974

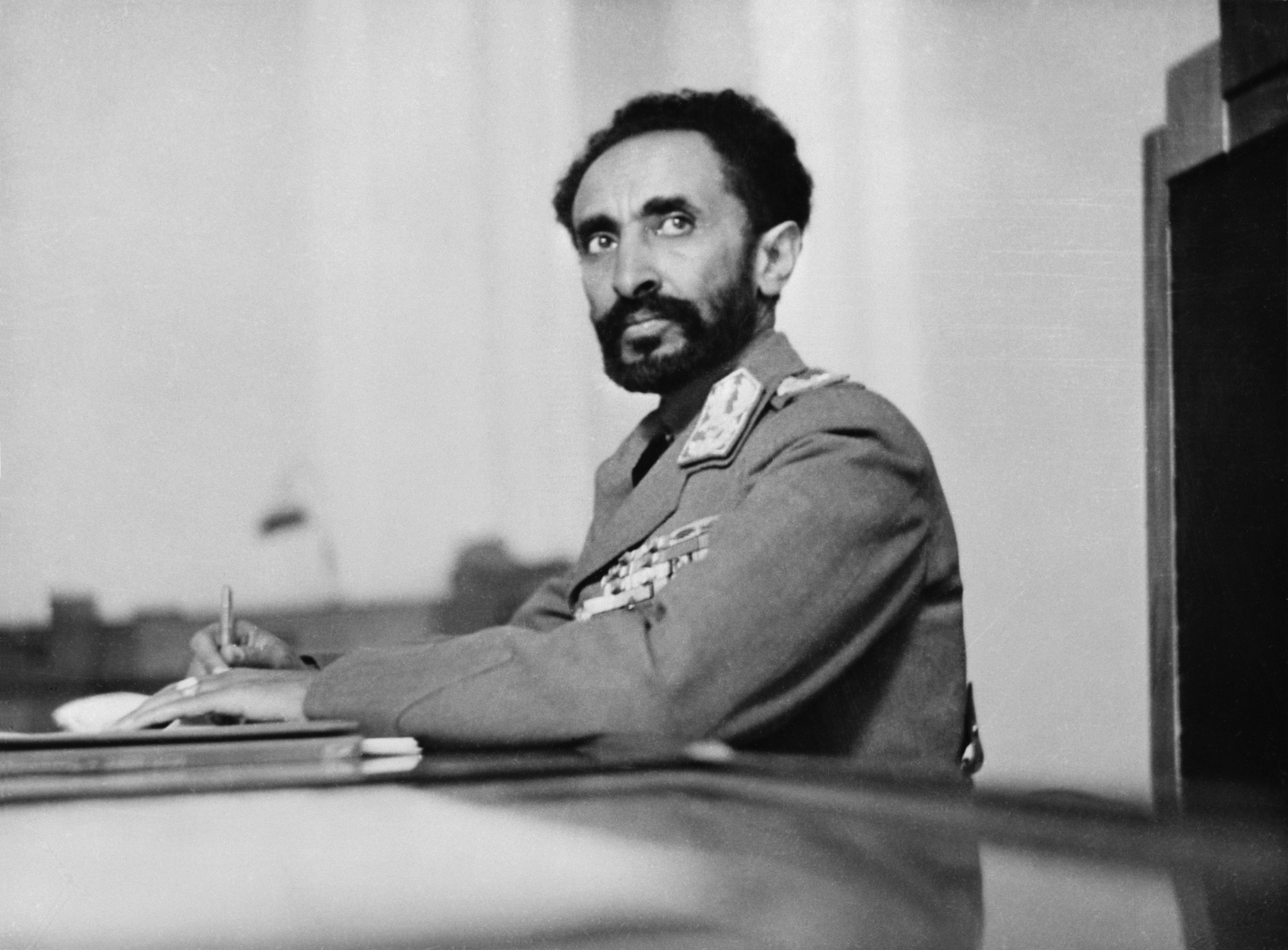
L'emperador Haile Selassie el 1942

El 1930, en morir l'emperadriu, Ras Tafari Makonnen va ser coronat emperador amb el nom de Haile Selassie.
El 1931 va atorgar una constitució que establia un règim absolutista en què l'emperador rebia tot el poder per dret diví, amb un Consell Privat i un Parlament bicameral de caràcter consultiu integrat per un Senat i una Cambra de diputats.
Tractant d'evitar les reivindicacions italianes, va signar acords comercials amb el Japó i els Estats Units per buscar el seu favor. Va ser obligat a refugiar-se a Anglaterra després de la seva derrota pels italians el 1936.
El moviment rastafari creu en Selassie com en un Messies negre, Crist vingut en el seu paper de rei. Aquest moviment es va estendre principalment a Jamaica des dels anys trenta i després al món sencer des dels anys setanta, a causa sobretot de l'èxit del jamaicà Bob Marley, un cantant rastafari.

### Ocupació italiana
Durant la nit del 2 al 3 d'octubre de 1935, les tropes de la Itàlia feixista procedents d'Eritrea van envair Etiòpia. La capital, Addis Abeba, va ser presa pels italians el 5 de maig de 1936.

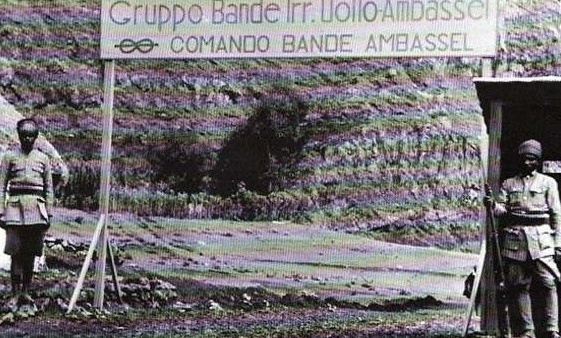
Tropes etíops colonials pertanyents als "Gruppi Irregolari" de l'exèrcit italià

Itàlia es va annexionar formalment Etiòpia el 9 de maig de 1936, i creà el seu Imperi italià sota la forma d'un estat satèl·lit colonial anomenat Àfrica Oriental Italiana, i portant una sèrie de reformes polítiques i culturals (com l'abolició de l'esclavitud), fundacions de poblats i la construcció de nombroses obres d'infraestructura.
Alguns etíops es van associar als italians arran del consegüent desenvolupament d'Etiòpia en els cinc anys de domini italià: fins i tot va haver-hi unitats militars d'etíops en l'exèrcit colonial italià el 1940.
L'emperador va haver d'exiliar-se a la Gran Bretanya i la Societat de Nacions no va resoldre el conflicte en favor dels interessos etíops malgrat les reclamacions de França i del Regne Unit.
Cinc anys després, el 1941, en el context de la Segona Guerra Mundial, els italians van ser derrotats pels britànics i expulsats d'Etiòpia, Eritrea i Somàlia. Haile Selassie va recuperar el seu tron i s'annexà el territori d'Eritrea.

### Període de postguerra
El 1955 es va establir un model constitucional més modern, reconeixent el sufragi universal, encara que de facto va continuar el sistema absolutista. La unió federal amb Eritrea el 1952 i la seva posterior annexió el 1962 van afavorir el moviment de resistència i l'independentisme eritreu. Els problemes durant aquest temps no sols provenien de l'interior. Alemanya, França, Gran Bretanya des d'Europa, els Estats Units i la Unió Soviètica en les seves respectives posicions durant la Guerra freda i els veïns Sudan i Somàlia mantindrien un pols en política internacional sobre el territori etíop. Això obligava l'emperador a mirar de mantenir-se equidistant d'ambdues potències.
La definitiva crisi social es va produir després de la sequera de la primera meitat de la dècada de 1970, quan prop de 450.000 persones van morir de gana i set al país. Les protestes van ser generalitzades: sindicats, estudiants, grups d'oposició i part de l'exèrcit es van mostrar obertament hostils a un règim gairebé feudal que no podia respondre a les necessitats de la nova societat, i fou deposat l'emperador al setembre de 1974.

## Període socialista (1974-1991)

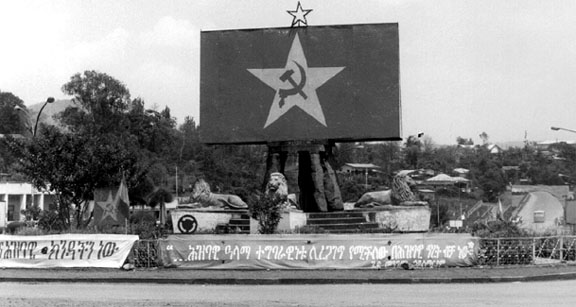
Monument a les virtuts del comunisme

A l'any següent, el general Teferi Benti, president del govern militar provisional, va abolir definitivament la monarquia i va proclamar una república popular, amb una dura repressió coneguda com a terror roig etíop. Es van realitzar reformes radicals per establir un sistema socialista: nacionalització de la banca i de nombroses empreses, reforma agrària, campanyes d'alfabetització, etc. Al mateix temps es vivia una situació de pràctica guerra civil entre el poder central i diversos grups insurgents, especialment independentistes eritreus. Després de l'assassinat de Teferi Benti el 3 de febrer de 1977, va prendre el poder el tinent coronel Mengistu Haile Mariam.
El 13 de juliol de 1977 es va desencadenar la Segona guerra etíop-somali quan la República Democràtica Somali va intentar explotar la feblesa d'Etiòpia des de la revolució de 1974 i l'Exèrcit Nacional de Somàlia va entrar a Etiòpia per annexionar Ogaden i l'antiga zona de reserva, una regió fronterera predominantment poblada per Somalis. Un mes abans, Mengistu havia acusat Somàlia d'infiltrar soldats del seu exèrcit a Ogaden per lluitar al costat del Front d'Alliberament de Somàlia Occidental, negat per Siad Barre. Tot i que ambdós països eren estats comunistes recolzats pels soviètics, finalment el març del 1978 va haver de tornar, derrotat per les forces etíops i els atacs de l'aviació MiG-21 i MiG-23, ajudades per milicians comunistes, assessors soviètics, soldats cubans.
Mengistu va alinear definitivament Etiòpia en el bloc comunista; trencà relacions amb els Estats Units i signà tractats d'assistència amb l'URSS i Cuba. El 1978 la Somàlia de Mohamed Siad envaeix Etiòpia. Cuba hi envia un contingent militar internacionalista que després d'un gran esforç aconsegueix, de forma conjunta amb les forces etíops, derrotar la invasió. Un dels soldats cubans capturats pels somalis, es converteix, no obstant això, en un dels presoners de guerra més antics del món. El llavors jove tinent Orlando Cardoso Villavicencio sortiria de la presó i tornaria a la seva pàtria el 1988.
Mengistu va realitzar successives reformes per aconseguir mantenir-se en el poder i va sobreviure el 1989 a un intent de cop d'estat, que va ser reprimit amb extrema duresa. No obstant això, el 1990, davant la caiguda del bloc socialista a Europa, es va veure obligat a anunciar el final del règim de partit únic i l'adopció d'una economia de lliure mercat. Aquestes reformes no van impedir que a l'any següent Mengistu fos enderrocat i obligat a exiliar-se a Zimbàbue, mentre dues organitzacions armades aconseguien el poder: el Front Popular d'Alliberament d'Eritrea (FPLE), que governaria de facto Eritrea fins a la seva independència, el 1993, i el Front Democràtic Revolucionari Popular Etíop (FDRPE), que va prendre el poder a la resta de l'estat.

## Història contemporània
El 1991 el màxim dirigent del Front Democràtic Revolucionari Popular Etíop, Meles Zenawi, va ser proclamat cap de l'estat, quan va enderrocar el govern de Mengistu Haile Mariam, cap de la Junta Militar, que havia controlat l'estat de 1974 a 1987. Primer va exercir com a president provisional i el 1995 va ser triat primer ministre, càrrec que va exercir entre acusacions de frau electoral.
Entre 1998 i 2000 es va produir una guerra entre Etiòpia i Eritrea per una disputa fronterera, i es va tancar amb un acord favorable a Etiòpia. En les eleccions legislatives de l'any 2000, el Front Democràtic Revolucionari Popular Etíop va tornar a aconseguir-ne la majoria. Girma Wolde-Giorgis fou president en 2001, sent reelegit per un segon mandat en 2007 fins al 2013. El 21 d'agost de 2012 mor Meles Zenawi als 57 anys. A partir del 2013 l'afer de les adopcions de nens etíops cap a estats com ara Espanya, França i Itàlia va endegar uns debats que culminaren amb la prohibició de les adopcions el gener del 2018, i el 2016 Dinamarca va prohibir adoptar nens etíops.
La Guerra de Tigre és un conflicte armat en curs que va començar el 4 de novembre de 2020 a Tigre, una regió que forma part d'Etiòpia.